# Населення Сектора Гази
Населення сектора Ґаза. Чисельність населення даної частини Палестинської держави 2015 року становила 1,869 млн осіб (152-ге місце у світі). Чисельність палестинців стабільно збільшується, народжуваність 2015 року становила 31,11 ‰ (37-ме місце у світі), смертність — 3,04 ‰ (221-ше місце у світі), природний приріст — 2,81 % (13-те місце у світі) . 

## Природний рух

### Відтворення
Народжуваність у секторі Ґаза 2012 року дорівнювала 37 ‰, 2015 року — 31,11 ‰ (37-ме місце у світі). Коефіцієнт потенційної народжуваності 2015 року становив 4,08 дитини на одну жінку (35-те місце у світі). Рівень застосування контрацепції 52,5 % (станом на 2010 рік). Середній вік матері при народженні першої дитини становив 19 року, медіанний вік для жінок — 25—29 років (оцінка на 2004 рік).
Смертність у секторі Ґаза 2015 року становила 3,04 ‰ (221-ше місце у світі).
Природний приріст населення у країні 2015 року становив 2,81 % (13-те місце у світі).

### Вікова структура

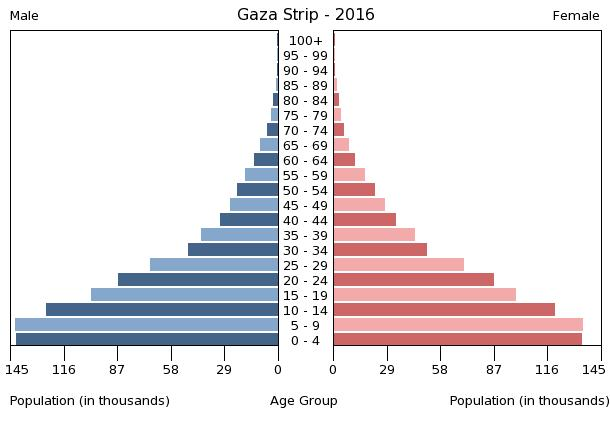
Віково-статева піраміда населення сектора Ґаза, 2016 рік

Середній вік населення сектора Ґаза становить 16,9 року (210-те місце у світі): для чоловіків — 16,6, для жінок — 17,2 року. Очікувана середня тривалість життя 2015 року становила 74,87 року (110-те місце у світі), для чоловіків — 73,11 року, для жінок — 76,74 року.
Вікова структура населення сектора Ґаза, станом на 2015 рік, мала такий вигляд:
- діти віком до 14 років — 42,75 % (410 599 чоловіків, 388 473 жінки);
- молодь віком 15—24 роки — 20,34 % (194 798 чоловіків, 185 295 жінок);
- дорослі віком 25—54 роки — 30,66 % (293 556 чоловіків, 279 471 жінка);
- особи передпохилого віку (55—64 роки) — 3,59 % (33 843 чоловіки, 33 198 жінок);
- особи похилого віку (65 років і старіші) — 2,67 % (20 667 чоловіків, 29 155 жінок)[2].

### Шлюбність— розлучуваність
Середній вік, коли чоловіки беруть перший шлюб, дорівнює 25,4 року, жінки — 20,1 року, загалом — 22,8 року (дані за 2010 рік).

## Розселення
Густота населення сектора Ґаза 2010 року становила 3934,8 особи/км², загалом Палестинської держави 2015 року — 775,5 особи/км² (15-те місце у світі).

### Урбанізація
Палестинська держава високоурбанізована країна. Рівень урбанізованості становить 75,3 % населення країни (станом на 2015 рік), темпи зростання частки міського населення — 2,81 % (оцінка тренду за 2010—2015 роки). Дані обчислені разом для усіх палестинських територій.

### Міграції
Річний рівень еміграції 2015 року становив 0 ‰ (96-те місце у світі). Цей показник не враховує різниці між законними і незаконними мігрантами, між біженцями, трудовими мігрантами та іншими.

#### Біженці й вимушені переселенці
Станом на 2014 рік, у країні постійно перебуває 1,258 млн палестинських біженців. У той самий час у країні, станом на 2015 рік, налічується 221 тис. внутрішньо переміщених осіб.

## Расово-етнічний склад
| Народи сектора Ґаза (2015 рік) | Народи сектора Ґаза (2015 рік) | Народи сектора Ґаза (2015 рік) | Народи сектора Ґаза (2015 рік) | Народи сектора Ґаза (2015 рік) |
| ------------------------------ | ------------------------------ | ------------------------------ | ------------------------------ | ------------------------------ |
| Етнос:                         |                                |                                | Відсоток:                      |                                |
| араби                          | араби                          |                                | 100%                           | 100%                           |

Головний етнос країни: палестинські араби.

## Мови
| Мови сектора Ґаза (2015 рік) | Мови сектора Ґаза (2015 рік) | Мови сектора Ґаза (2015 рік) | Мови сектора Ґаза (2015 рік) | Мови сектора Ґаза (2015 рік) |
| ---------------------------- | ---------------------------- | ---------------------------- | ---------------------------- | ---------------------------- |
| Мова:                        |                              |                              | Відсоток:                    |                              |
| арабська                     | арабська                     |                              | %                            | %                            |
| іврит                        | іврит                        |                              | %                            | %                            |
| англійська                   | англійська                   |                              | %                            | %                            |

Офіційна мова: арабська. Інші поширені мови: іврит (вільно володіє більшість населення), англійська (розуміє значна частина населення).

## Релігії
| Релігії у секторі Ґаза (2012 рік) | Релігії у секторі Ґаза (2012 рік) | Релігії у секторі Ґаза (2012 рік) | Релігії у секторі Ґаза (2012 рік) | Релігії у секторі Ґаза (2012 рік) |
| --------------------------------- | --------------------------------- | --------------------------------- | --------------------------------- | --------------------------------- |
| Віросповідання:                   |                                   |                                   | Відсоток:                         |                                   |
| мусульмани                        | мусульмани                        |                                   | 98.0%                             | 98.0%                             |
| християни                         | християни                         |                                   | 1.0%                              | 1.0%                              |
| агностики                         | агностики                         |                                   | 1.0%                              | 1.0%                              |

Головні релігії й вірування, які сповідує, і конфесії та церковні організації, до яких відносить себе населення країни: іслам (переважно сунізм) — 98,0—99,0 %, християнство — 1,0 %, не визначились — 1,0 % (станом на 2012 рік). Демонтаж ізраїльських поселень уряд Ізраїлю завершив до вересня 2005 року, відтоді жодного юдея не зареєстровано на території країни.

## Освіта
Рівень письменності 2015 року становив 96,5 % дорослого населення (віком від 15 років): 98,4 % — серед чоловіків, 94,5 % — серед жінок. Дані наведено для всіх палестинських територій. Середня тривалість освіти становить 13 років, для хлопців — до 12 років, для дівчат — до 14 (станом на 2014 рік).

## Охорона здоров'я
Забезпеченість лікарями в країні на рівні 2,1 лікаря на 1000 мешканців (станом на 2013 рік). Забезпеченість лікарняними ліжками в стаціонарах — 1,3 ліжка на 1000 мешканців (станом на 2010 рік).
Смертність немовлят до 1 року, станом на 2015 рік, становила 14,94 ‰ (105-те місце у світі); хлопчиків — 15,97 ‰, дівчаток — 13,86 ‰. Рівень материнської смертності 2015 року становив 45 випадків на 100 тис. народжень (94-те місце у світі).

### Захворювання
Кількість хворих на СНІД невідома, дані про відсоток інфікованого населення в репродуктивному віці 15—49 років відсутні. Дані про кількість смертей від цієї хвороби за 2014 рік відсутні.

### Санітарія
Доступ до облаштованих джерел питної води 2015 року мало 50,7 % населення в містах і 81,5 % в сільській місцевості; загалом 58,4 % населення країни (узагальнені дані для обох палестинських територій). Відсоток забезпеченості населення доступом до облаштованого водовідведення (каналізація, септик): в містах — 93 %, в сільській місцевості — 90,2 %, загалом по країні — 92,3 % (станом на 2015 рік для усіх палестинських територій).

## Соціально-економічне становище
Співвідношення осіб, що в економічному плані залежать від інших, до осіб працездатного віку (15—64 роки) загалом становить 76 % (станом на 2015 рік): частка дітей — 70,8 %; частка осіб похилого віку — 5,2 % потенційно працездатного на 1 пенсіонера. Загалом ці показники характеризують рівень потреби державної допомоги в секторах освіти, охорони здоров'я та пенсійного забезпечення, відповідно. За межею бідності 2011 року перебувало 30 % населення країни, без врахування Західного берегу. Розподіл доходів домогосподарств у Палестині має такий вигляд: нижній дециль — 3,2 %, верхній дециль — 28,2 % (станом на 2009 рік).
Станом на 2012 рік, у країні 80,9 тис. осіб не мали доступу до електромереж; 98 % населення має доступ, у містах цей показник дорівнює 99 %, у сільській місцевості — 93 %. Рівень проникнення інтернет-технологій високий. Станом на липень 2015 року в країні налічувалось 2,67 млн унікальних інтернет-користувачів, що становило 57,4 % від загальної кількості населення палестинських територій (112-те місце у світі).

### Трудові ресурси
Загальні трудові ресурси 2015 року становили 471,0 тис. осіб (157-ме місце у світі). Зайнятість економічно активного населення у господарстві країни розподіляється таким чином: аграрне, лісове і рибне господарства — 5,2 %; промисловість і будівництво — 10 %; сфера послуг — 84,8 % (станом на 2015 рік). Безробіття 2014 року дорівнювало 43,9 % працездатного населення, 2013 року — 32,6 % (199-те місце у світі); серед молоді у віці 15—24 років ця частка становила 41 %, серед юнаків — 37 %, серед дівчат — 64,7 % (14-те місце у світі). Офіційні дані по усім палестинським територіям.

## Кримінал

### Торгівля людьми
Згідно зі щорічною доповіддю про торгівлю людьми (англ. Trafficking in Persons Report) Управління з моніторингу та боротьби з торгівлею людьми Державного департаменту США, уряд Палестинської держави докладає значних зусиль у боротьбі з явищем примусової праці, сексуальної експлуатації, незаконною торгівлею внутрішніми органами, але законодавство відповідає мінімальним вимогам американського закону 2000 року щодо захисту жертв (англ. Trafficking Victims Protection Act's) не повною мірою, країна перебуває у списку другого рівня.

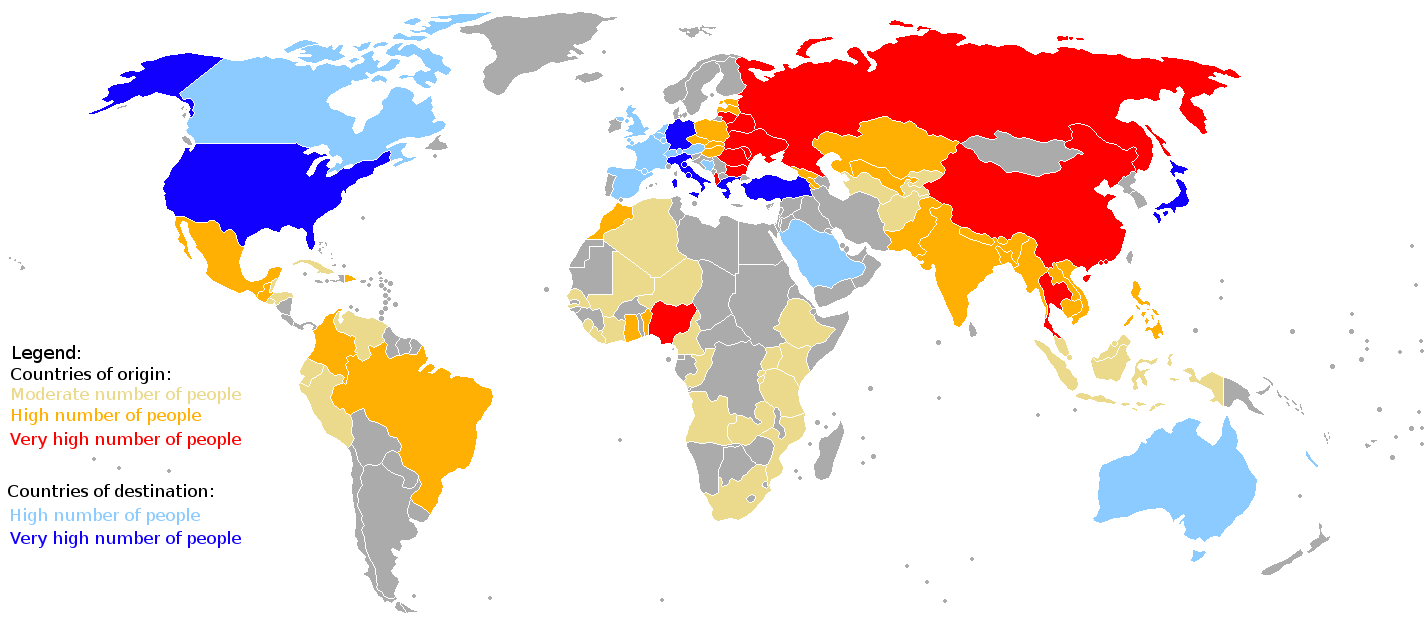
Країни-донори (червоний) і країни-реципієнти кримінальних потоків  (англ.)
Глобальна боротьба з торгівлею людьми (англ.)

## Гендерний стан
Статеве співвідношення (оцінка 2015 року):
- при народженні — 1,06 особи чоловічої статі на 1 особу жіночої;
- у віці до 14 років — 1,06 особи чоловічої статі на 1 особу жіночої;
- у віці 15—24 років — 1,05 особи чоловічої статі на 1 особу жіночої;
- у віці 25—54 років — 1,05 особи чоловічої статі на 1 особу жіночої;
- у віці 55—64 років — 1,02 особи чоловічої статі на 1 особу жіночої;
- у віці за 64 роки — 0,71 особи чоловічої статі на 1 особу жіночої;
- загалом — 1,04 особи чоловічої статі на 1 особу жіночої[2].

## Демографічні дослідження
Демографічні дослідження в країні ведуться рядом державних і наукових установ:

### Українською
- Атлас. 10—11 клас. Економічна і соціальна географія світу / упорядники :  О. Я. Скуратович, Н. І. Чанцева. — К. : ДНВП «Картографія», 2010. — ISBN 978-966-475-639-3.
- Атлас світу / голов. ред. І. С. Руденко ; зав. ред. В. В. Радченко ; відп. ред. О. В. Вакуленко. — К. : ДНВП «Картографія», 2005. — 336 с. — ISBN 9666315467.
- Безуглий В. В. Економічна і соціальна географія зарубіжних країн : Навчальний посібник. — К. : ВЦ «Академія», 2007. — 704 с. — ISBN 978-966-580-239-6.
- Безуглий В. В., Козинець С. В. Регіональна економічна і соціальна географія світу : Навчальний посібник. — видання 2-ге, доп., перероб. — К. : ВЦ «Академія», 2007. — 688 с. — ISBN 966-580-144-9.
- Головченко В. І., Кравчук О. Країнознавство: Азія, Африка, Латинська Америка, Австралія і Океанія. — К., 2006. — 335 с. — ISBN 966-8939-04-2.
- Гудзеляк І. І. Географія населення: Навчальний посібник / І. Гудзеляк. — Л. : Видавничий центр ЛНУ імені Івана Франка, 2008. — 232 с. — ISBN 978-966-613-599-8.
- Дахно І. І. Країни світу: Енциклопедичний довідник / І. І. Дахно, С. М. Тимофієв. — К. : Мапа, 2011. — 606 с. — (Бібліотека нового українця) — ISBN 978-966-8804-23-6.
- Дахно І. І. Економічна географія зарубіжних країн : навчальний посібник. — К. : Центр учбової літератури, 2014. — 319 с. — ISBN 978-611-01-0682-5.
- Джаман В. О. Регіональні системи розселення: демографічні аспекти. — Чернівці : Рута, 2003. — 392 с. — ISBN 9665685988.
- Дорошенко Л. С. Демографія: Навчальний посібник. — К. : МАУП, 2005. — 112 с. — ISBN 966-608-442-2.
- Дубович І. А. Країнознавчий словник-довідник. — 5-те вид., перероб. і доп. — К. : Знання, 2008. — 839 с. — ISBN 978-966-346-330-8.
- Економічна і соціальна географія країн світу. Навчальний посібник / За ред. Кузика С. П. — Л. : Світ, 2002. — 672 с. — ISBN 966-603-178-7.
- Загальна медична географія світу / В. О. Шевченко [та ін.] — К. : [б.в.], 1998. — 178 с.
- Ігнатьєв П. М. Країнознавство: Країни Азії. — Ч. : Книги-XXI, 2004. — 383 с. — ISBN 966-8029-53-4.
- Книш М. М., Мамчур О. І. Регіональна економічна і соціальна географія світу (Латинська Америка та Карибські країни, Африка, Азія, Океанія) : навч. посіб. — Л. : ЛНУ ім. Івана Франка, 2013. — 368 с. — ISBN 978-617-10-0007-0.
- Крисаченко В. С. Динаміка населення: Популяційні, етнічні та глобальні виміри. — К. : Видавництво Національного інституту стратегічних досліджень, 2005. — 368 с. — ISBN 966-554-083-1.
- Любіцева О. О., Мезенцев К. В., Павлов С. В. Географія релігій. — К. : АртЕК, 1999. — 504 с. — ISBN 966-505-006-0.
- Масляк П. О. Країнознавство. — К. : Знання, 2007. — 292 с. — (Вища освіта XXI століття)
- Масляк П. О., Дахно І. І. Економічна і соціальна географія світу / П. О. Масляк, І. І. Дахно ; за ред. П. О. Масляка. — К. : Вежа, 2003. — 280 с. — ISBN 966-7091-53-8.

### Російською
- (рос.) Израиль // Демографический энциклопедический словарь / главн. ред. Валентей Д. И. — М. : Советская энциклопедия, 1985. — 608 с.
- (рос.) Израиль // Страны и народы. Зарубежная Азия. Общий обзор. Юго-Западная Азия / Редкол. : Н. И. Прошин (отв. ред.), И. А. Дементьев и др. — М. : «Мысль», 1979. — 381 с. — (Страны и народы) — 180 тис. прим.
- (рос.) Атлас народов мира / Отв. ред. С. И. Брук и В. С. Апенченко. — М. : ГУГК ГГК СССР и Институт этнографии им. Н. Н. Миклухо-Маклая АН СССР, 1964. — 185 с. — 20 тис. прим.
- (рос.) Численность и расселение народов мира. Этнографические очерки / под ред. С. И. Брука. — М. : Издательство АН СССР, 1962. — 487 с.
- (рос.) Лаппо Г. М. География городов: Учебное пособие для географических факультетов вузов. — М. : Туманит, изд. центр ВЛАДОС, 1997. — 476 с. — ISBN 5-691-00047-0.
- (рос.) Ягельский А. География населения. — М. : Прогресс, 1980. — 383 с.